# Antoine-Jacques Roustan
Antoine-Jacques Roustan, né le 23 octobre 1734 à Genève où il est mort le 15 juin 1808, est un pasteur et philosophe genevois, qui a entretenu une correspondance nourrie avec Jean-Jacques Rousseau. À la différence de celui-ci, il pensait qu'une république chrétienne était réalisable, la religion chrétienne étant à ses yeux compatible avec le patriotisme ou le républicanisme.

## Biographie
Roustan était le fils de Jacques Roustan, cordonnier protestant, et de Marie Baile. Après des études de théologie à Genève, il fut consacré en 1759. En 1761 il épousa Jeanne-Françoise, fille de Justus Saint-André, perruquier. Il fut recteur au collège et ministre du Saint Évangile à Genève de 1761 à 1764, puis pasteur de l'Église suisse de Londres (1764-1791). En 1791 il accéda au rang de bourgeois de Genève, ville dont il devint pasteur l'année suivante, puis principal du collège de 1797 à 1798. Il fut élu membre du Conseil des Deux-Cents en 1793. Roustan a rédigé, avec son ami le révérend Jacob Vernes, une Histoire de Genève restée manuscrite. Il a publié plusieurs ouvrages sur le christianisme et le déisme.

## Correspondance avec Jean-Jacques Rousseau
Roustan a échangé de nombreuses lettres avec Rousseau de 1757 à 1767.
Sa première lettre, datant de mars 1757, comparait Rousseau à Socrate,. Rousseau l'en félicita mais, bien que poli à propos du poème que Roustan lui avait envoyé, il lui déconseilla la carrière des lettres.
Après avoir lu Julie ou la Nouvelle Héloïse, Roustan écrivit à Rousseau que, bien qu'ayant trouvé le roman délicieux, il jugeait immoral de décrire l'amour adultère aussi crûment et de faire de l'espoir la seule raison d'adhérer à la foi chrétienne. Il rendit visite à Rousseau à Môtiers en 1762 et l'accueillit à Londres en 1766, mais conserva ses propres vues sur la compatibilité entre christianisme et patriotisme.
Quatre de ses œuvres — Défense du christianisme considéré du côté politique, où il réfutait certains des arguments du Contrat social, Discours sur les moyens de réformer les mœurs, Examen des quatre beaux siècles de Voltaire et Dialogue entre Brutus et César aux Champs Élysées — furent réunies et publiées en 1764 sous le titre d'Offrande aux autels et à la patrie,. Le ton de la Défense du christianisme ou réfutation du chapitre VIII du Contrat social est amical et, en fait, Rousseau approuvait l'ouvrage et l'aida à trouver un éditeur. Roustan y laissait entendre que Rousseau ne croyait peut-être pas lui-même à sa propre thèse selon laquelle les Écritures prêchaient la servitude et la résignation. Il en arrivait à dire que les bonnes œuvres, y compris le combat pour la liberté et contre la tyrannie, faisaient partie intégrante de la religion. Il estimait donc que christianisme et républicanisme ou patriotisme étaient pleinement compatibles,.
En 1776 Roustan publia une réfutation de la Profession de foi du Vicaire savoyard incluse par Rousseau dans l'Émile, ou De l'éducation : l'Examen critique de la seconde partie de la Confession de foi du Vicaire savoyard,.

## Écrits
- Offrande aux autels et à la patrie contenant Défense du christianisme ou réfutation du chapitre VIII du Contrat social. Examen historique des quatre beaux siècles de M. de Voltaire. Quels sont les moyens de tirer un peuple de sa corruption, M. M. Rey, 1764 (lire en ligne)
- Lettres sur l'état présent du christianisme et la conduite des incrédules, C. Heydinger, 1768 (lire en ligne)
- (de) Briefe über den heutigen Zustand des Christenthumes und das Betragen der Ungläubigen, 1768
- Réponse aux difficultés d'un théiste, ou supplément aux lettres sur l'état présent du christianisme : à quoi l'on a joint un sermon sur la révocation de l'Édit de Nantes, T. Brewman, 1771
- L'impie démasqué, ou remontrance aux écrivains incrédules, C. Heydinger, 1773
- Examen critique de la seconde partie de la Confession de foi du Vicaire savoyard, 1776 (lire en ligne)
- Catéchisme raisonné, 1783 (lire en ligne)
- Abrégé de l'histoire moienne, Baker et Galabin, 1784
- Abrégé de l'histoire universelle, Desray, 1790 (lire en ligne)
- (en) A catechism upon a new and improved plan, W. Eyres, 1793